# Bogia nen
Bogia nen ([bʊʤaˈnɛŋ], in italiano letteralmente "non ti muovere", è un soprannome popolare che si riferisce ai piemontesi e che rimanda a un temperamento caparbio, capace di affrontare le difficoltà con fermezza e determinazione. L'espressione viene però spesso confusa con una traduzione letterale che rimanderebbe invece a una presunta passività troppo succube e prudente.
L'espressione avrebbe origine dalle gesta dei soldati sabaudi durante la battaglia dell'Assietta, un significativo episodio della guerra di successione austriaca che ebbe luogo il 19 luglio 1747.
In quell'occasione, 4 800 soldati austro-piemontesi si trincerarono in due bastioni e una serie di muri a secco per fermare l'avanzata di 40 000 francesi. Sottoposto a una serie continua di assalti, il comandante generale Giovanni Battista Cacherano di Bricherasio decise di chiamare a raccolta tutte le truppe a difesa del bastione del Grand Serin ma nonostante l'ordine di ritirata arrivasse per tre volte all'avamposto della Testa dell'Assietta, oggetto di assalti altrettanto violenti, il comandante dell'avamposto Paolo Federico Novarina Conte di San Sebastiano (figlio di primo letto della Marchesa di Spigno, sposata morganaticamente da Vittorio Amedeo II prima dell'abdicazione), pronunciò la frase: "In faccia al nemico le Guardie non possono volgere le spalle" e aggiungendo, secondo tradizione, in piemontese  “Noiàutri i bogioma nen da sì”. 
Il risolversi dell'impari battaglia a favore degli austro-piemontesi fece in modo che quella frase diventasse un motto popolare molto diffuso e la parola "bogianen" usata per indicare i piemontesi, con riferimento alla loro testardaggine e risolutezza.
Racconta Cesare Abba, nel suo libro Da Quarto al Volturno, che "bogianen" venivano definiti i soldati della fanteria di linea piemontese, i quali nell'imminenza di subire l'attacco avversario, venivano incoraggiati dai sergenti con l'ordine «Bogé nen, neh!» (Non muovetevi, eh!), ricordando loro l'eroismo degli avi.